# Modelo Lambda-CDM
ΛCDM ou Lambda-CDM  é uma abreviatura empregada em cosmologia para Lambda-Cold Dark Matter (em inglês lambda-matéria escura fria). Representa o modelo de concordância da teoria do "Big Bang" que explica as observações cósmicas realizadas sobre a radiação de fundo de microondas, assim como a estrutura em grande escala do universo e as observações realizadas sobre as supernovas, todo ele pretende ter a explicação da expansão acelerada do universo. É o modelo conhecido mais simples que está em acordo com todas as observações.
- Λ (lambda) indica a constante cosmológica como parte de um termo da energia escura que permite conhecer o valor atual da aceleração com que o universo se expande. A constante cosmológica se descreve em termos de {\displaystyle \Omega _{\Lambda }}, a fração de densidade de energia de um universo plano. Na atualidade, {\displaystyle \Omega _{\Lambda }\simeq } 0,74, o que implica que vale 74% da densidade de energia do presente universo.
- A matéria escura fria é o modelo onde a matéria escura se explica como fria (quer dizer não termalizada), não-bariônica, sem colisões. Este componente se encarrega de 26% da densidade da energia do atual universo. Os 4% restante é toda a matéria e energia que compõe os átomos e os fótons que são os blocos que constroem os planetas, as estrelas, as nuvens de gás no universo, etc, ou seja, todos os componentes astronomicamente visíveis do universo.
- O modelo assume um espectro de quase invariância de escala de perturbações primordiais e um universo sem curvatura espacial. Também assume que não tem nenhuma topologia observável, de modo que o universo é muito maior que o horizonte observável da partícula. Resulta em previsões de inflação cósmica.

Estas são as suposições mais simples para um modelo consistente e físico da cosmologia. Entretanto, ΛCDM é tão só um modelo. Os cosmólogos antecipam que todas estas presunções não serão conhecidas exatamente, até que não se conheça mais sobre a física fundamental. Particularmente, a inflação cósmica prediz curvatura espacial ao nível de 10−4 a 10−5. Também seria surpreendente que a temperatura da matéria escura fosse zero absoluto. Por outra parte, ΛCDM não diz nada sobre a origem física fundamental da matéria escura, da energia escura e do espectro quase escalar-invariante das perturbações primordiais da curvatura: nesse sentido, é simplesmente uma "parametrização útil da ignorância".

## Parâmetros

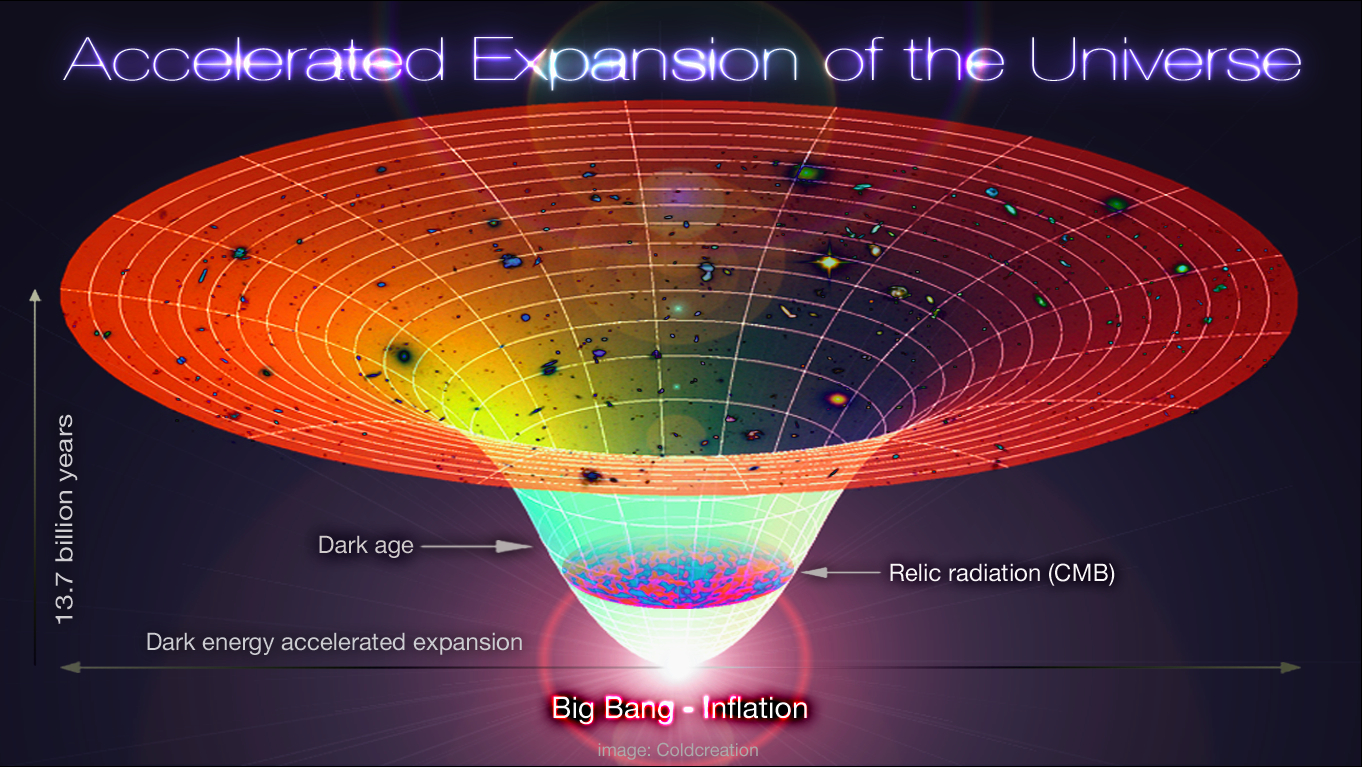
Representação da expansão do universo conforme o Modelo Lambda-CDM

O modelo tem seis parâmetros. O parâmetro de Hubble determina o índice da expansão do universo, assim como a densidade crítica para a curvatura do universo, ρ0. As densidades para os bárions, a matéria escura e a energia escura se dão como ρ0, que são o quociente da densidade verdadeira à densidade crítica: por exemplo {\displaystyle \Omega _{b}=\rho _{b}/\rho _{0}}. Posto que o modelo de ΛCDM assume um universo plano, a soma destas densidades a uma, e a densidade da energia escura não é um parâmetro livre. A profundidade óptica na reionização determina o deslocamento ao vermelho da emissão por reionização. A informação sobre as flutuações da densidade é determinada pela amplitude das flutuações primordiais (da inflação cósmica) e do índice espectral, que mede como as flutuações alteram-se com a escala (o ns = 1 corresponde a um espectro escalar-invariante).
Os erros cotizados são 1σ: ou seja, há estatisticamente uma probabilidade de 68% que o valor verdadeiro esteja dentro dos limites superiores e mais baixos do erro. Os erros não são gaussianos, e têm sido derivados usando uma análise de cadeias de Markov Monte Carlo (MCMC) pela colaboração de Wilkinson Microwave Anisotropy Probe (Spergel e outros. 2006) o qual também utiliza os dados da supernova de Sloan Digital Sky Survey e da Supernova tipo Ia.
| Parâmetro            | Valor                                                     | Descrição                                             |
| Parâmetros básicos   | Parâmetros básicos                                        | Parâmetros básicos                                    |
| -------------------- | --------------------------------------------------------- | ----------------------------------------------------- |
| H0                   | {\displaystyle 70,9_{-3,2}^{+2,4}} km s−1 Mpc−1           | parâmetro de Hubble                                   |
| Ωb                   | {\displaystyle 0,0444_{-0,0035}^{+0,0042}}                | Densidade bariônica                                   |
| Ωm                   | {\displaystyle 0,266_{-0,040}^{+0,025}}                   | Densidade total de matéria (bárions + matéria escura) |
| τ                    | {\displaystyle 0,079_{-0,032}^{+0,029}}                   | caminho óptico até a reionização                      |
| As                   | {\displaystyle 0,813_{-0,052}^{+0,042}}                   | Amplitude de flutuação escalar                        |
| ns                   | {\displaystyle 0.948_{-0.018}^{+0.015}}                   | Índice espectral escalar                              |
| Parâmetros Derivados |                                                           |                                                       |
| ρ0                   | {\displaystyle 0,94_{-0,09}^{+0,06}\times 10^{-26}} kg/m³ | Densidade crítica                                     |
| ΩΛ                   | {\displaystyle 0,732_{-0,025}^{+0,040}}                   | Densidade de energia escura                           |
| zion                 | {\displaystyle 10,5_{-2,9}^{+2,6}}                        | Deslocamento para o vermelho da reionização           |
| σ8                   | {\displaystyle 0,772_{-0,048}^{+0,036}}                   | Amplitude de flutuação de galáxias                    |
| t0                   | {\displaystyle 13,73_{-0,17}^{+0,13}\times 10^{9}} anos   | Idade do universo                                     |

## Modelos estendidos
As extensões possíveis do modelo mais simples de ΛCDM permitem a quintessência fazendo que seja mais uma constante cosmológica. Neste caso, a equação de estado da energia escura é diferente de −1. A inflação cósmica prediz as flutuações do tensor (ondas gravitacionais). Sua amplitude é dada por parâmetros como o quociente tensor-a-escalar, que é determinado pela escala da energia da inflação. Outras modificações permitem curvatura espacial ou um índice espectral corrente, que se vêem geralmente como contrárias com a inflação cósmica. Permitir estes parâmetros na teoria aumentará geralmente os erros nos parâmetros tabulados acima, e pode também alterar a posição dos valores observados.
| Parâmetro                       | Valor                                    | Descrição                           |
| ------------------------------- | ---------------------------------------- | ----------------------------------- |
| w                               | {\displaystyle -0,926_{-0,075}^{+0,051}} | Equação de estado                   |
| r                               | {\displaystyle <0,55} (2σ)               | Raio Tensor-a-escalar               |
| Ωk                              | {\displaystyle -0,010_{-0,012}^{+0,014}} | Curvatura espacial                  |
| α                               | {\displaystyle -0,102_{-0,043}^{+0,050}} | Índice espectral                    |
| {\displaystyle \Sigma m_{\nu }} | {\displaystyle <0,87} eV (2σ)            | Soma total das massas dos neutrinos |

Estes valores são consistentes com uma constante cosmológica, um valor W = 1, e nenhuma curvatura espacial {\displaystyle \Omega _{k}=0}. Há uma certa evidência para um índice espectral corrente, mas não é estatisticamente significativo. As expectativas teóricas sugerem que o quociente tensor-a-escalar r esteja entre 0 e 0,3, e assim que se devem provar este valor em um futuro próximo.